# James Nasmyth
James Hall Nasmyth (también escrito en ocasiones como Naesmyth, Nasmith, o Nesmyth) (Edimburgo, 19 de agosto de 1808 – Londres, 7 de mayo de 1890) fue un ingeniero, artista e inventor escocés, famoso por su desarrollo del martillo pilón de vapor. Cofundador de Nasmyth, Gaskell and Company (una empresa fabricante de máquinas herramienta), se retiró a la edad de 48 años y se trasladó a Penshurst (Kent), donde se dedicó a sus aficiones favoritas: la astronomía y la fotografía.

## Primeros años

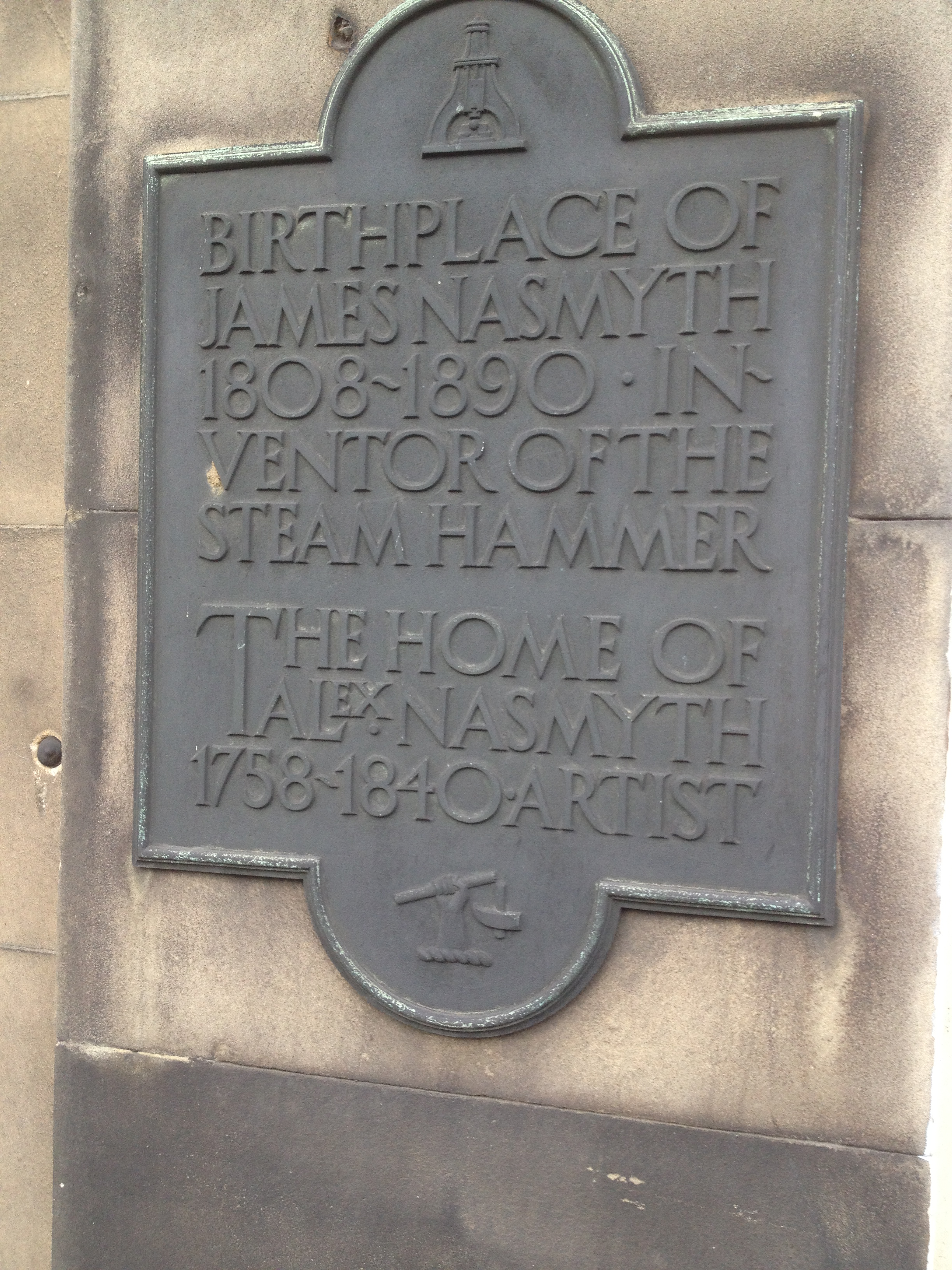
Placa conmemorativa del nacimiento de James Nasmyth (47 de York Place, Edimburgo)

Nasmyth nació en el n° 47 de York Place, Edimburgo. Su padre, Alexander Nasmyth, era pintor de paisajes y retratista. Gran aficionado a la mecánica, transmitió esta pasión a su hijo menor, animándole a trabajar con él en toda clase de materiales. El joven James fue enviado a la Royal High School, donde se hizo amigo de Jimmy Patterson, hijo de un fundidor de hierro local. Estando ya interesado en la mecánica, pasaba mucho de su tiempo en la fundición, donde aprendió gradualmente a trabajar la madera, el bronce, el hierro y el acero. En 1820 dejó el Instituto, y de vuelta al taller de su padre, fabricó su primer motor de vapor a los 17 años de edad.
Entre 1821 y 1826, Nasmyth asistió regularmente a la Escuela de Artes de Edimburgo (posteriormente denominada Universidad Heriot-Watt, formando parte de la primera promoción de la institución).
En 1828 fabricó un transporte de vapor completo, capaz de recorrer una milla con 8 pasajeros. Este éxito aumentó su deseo de ser ingeniero mecánico. Había oído hablar de la fama del taller de Henry Maudslay, pero desafortunadamente su padre no pudo colocarle de aprendiz allí. Sin embargo, Nasmyth decidió mostrarle a Maudslay sus habilidades, y construyó un motor de vapor de alta presión, incluyendo los planos de trabajo y fabricando él mismo los componentes.

## Carrera
En mayo de 1829 Nasmyth visitó a Maudslay en Londres, y después de mostrarle su trabajo, fue contratado como operario ayudante con el sueldo de 10 chelines a la semana. Maudslay murió dos años más tarde, siendo entonces Nasmyth empleado por el socio de Maudslay como delineante.
A los 23 años de edad, con las 69 libras que había ahorrado, Nasmyth decidió instalar su propio negocio en un antiguo molino de algodón de Mánchester.

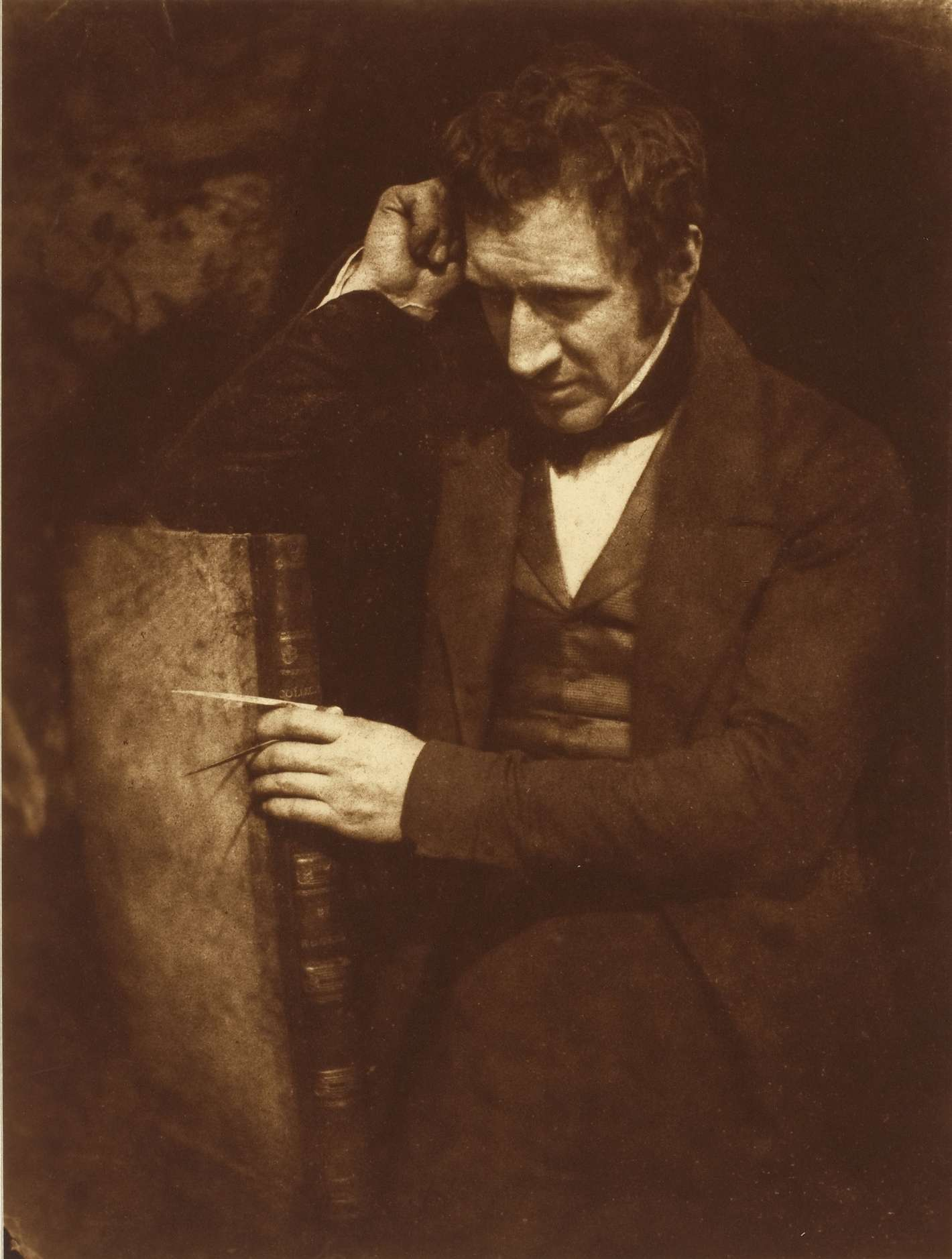
James Nasmyth hacia 1844 por Hill & Adamson.

La combinación de los pesados equipos y del piso de madera del molino provocó un accidente, con una máquina atravesando el techo del local. Se trasladó a Patricroft, cerca de la ciudad de Eccles, (Lancashire), donde en agosto de 1836 fundó con su socio Holbrook Gaskell la fundición de Bridgewater, y la empresa Nasmyth, Gaskell y Compañía, instalándose junto al (entonces nuevo) Ferrocarril de Liverpool y Mánchester y al Canal de Bridgewater.
En marzo de 1838 Nasmyth viajaba en diligencia desde Sheffield a York durante una tormenta de nieve, cuando divisó unos hornos de fundición en la distancia. El cochero le informó que eran dirigidos por el señor Hartop, que era uno de sus clientes. Inmediatamente bajó de la diligencia para dirigirse hacia los hornos atravesando la nieve. Encontró a Hartop en su casa, quien le invitó a pasar la noche en su propio hogar y a visitar la fábrica al día siguiente. En aquella velada conoció a la familia de Hartop, enamorándose inmediatamente de Anne, una joven de 21 años de edad hija de su anfitrión. Dos años más tarde, el 16 de junio de 1840, se casaron en Wentworth.
Hasta 1843, Nasmyth, Gaskell & Co. se dedicó a producir una amplia gama de máquinas herramienta en grandes cantidades. Hacia 1856, Nasmyth había construido 236 prensas de estampación.
En 1840 comenzó a recibir pedidos de locomotoras para los nuevos ferrocarriles que empezaban a cubrir el país. Su relación con la Great Western Steam Ship Company, cuyo famoso vapor SS Great Western había tenido un gran éxito en sus viajes entre Brístol y Nueva York, propició que fuera contratado para suministrar algunas máquinas herramienta de potencia y tamaño inusuales necesarias para la construcción de los motores de su siguiente y más grande buque, el SS Great Britain.

### El martillo de vapor
En 1837 la Great Western Steam Company previó que iba a tener muchos problemas para forjar las ruedas de palas del SS Great Britain debido a su desmesurado tamaño. En 1838 el ingeniero de la compañía escribió a Nasmyth pidiéndole asesoramiento al respecto (Francis Humphries, 1838).
Nasmyth pensó en el asunto, y viendo los defectos obvios de los martinetes (en los que los golpes se efectúan siempre con la misma fuerza) tuvo la idea de fabricar el primer martillo de vapor. Reflejó sus ideas de nuevos dispositivos mediante dibujos en un "Libro de esquemas", que mostraba a sus clientes extranjeros.
Nasmyth realizó un croquis de su diseño de martillo de vapor datado el 24 de noviembre de 1839, pero la necesidad inmediata de la máquina desapareció cuando se sustituyeron las ruedas de palas por una hélice en el diseño del Great Britain.
El ingeniero francés François Bourdon tuvo la idea de un dispositivo similar al que denominó "pilón" en 1839 y realizó detallados dibujos de su diseño, que también mostraba a todos los ingenieros que visitaban los talleres en Le Creusot propiedad de los hermanos Adolphe y Eugène Schneider.
Aun así, los Schneider dudaron en construir la radicalmente nueva máquina. Bourdon y Eugène Schneider visitaron la factoría de Nasmyth en Inglaterra a mediados de la década de 1840, donde se les mostraron los croquis del británico. Esto confirmó la viabilidad del concepto a Schneider, y en 1840 Bourdon construyó el primer martillo de vapor en el mundo en la fábrica de Schneider & Cie en Le Creusot.
Su masa pesaba 2500 kilogramos y se alzaba a 2 metros. Los Schneider patentaron el diseño en 1841.
En abril de 1842 Nasmyth visitó Francia como posible suministrador de máquinas herramienta para los arsenales y astilleros franceses, visitando la fábrica de Le Creusot. Allí pudo ver el martillo pilón de vapor trabajando acompañado por Bourdon. Nasmyth patentó su diseño en junio de 1842, y construyó su primer martillo de vapor poco después de un año en su fundición de Mánchester, Inglaterra.
En 1843, una disputa sobre la prioridad de la invención del martillo de vapor rompió la buena relación entre los dos ingenieros.

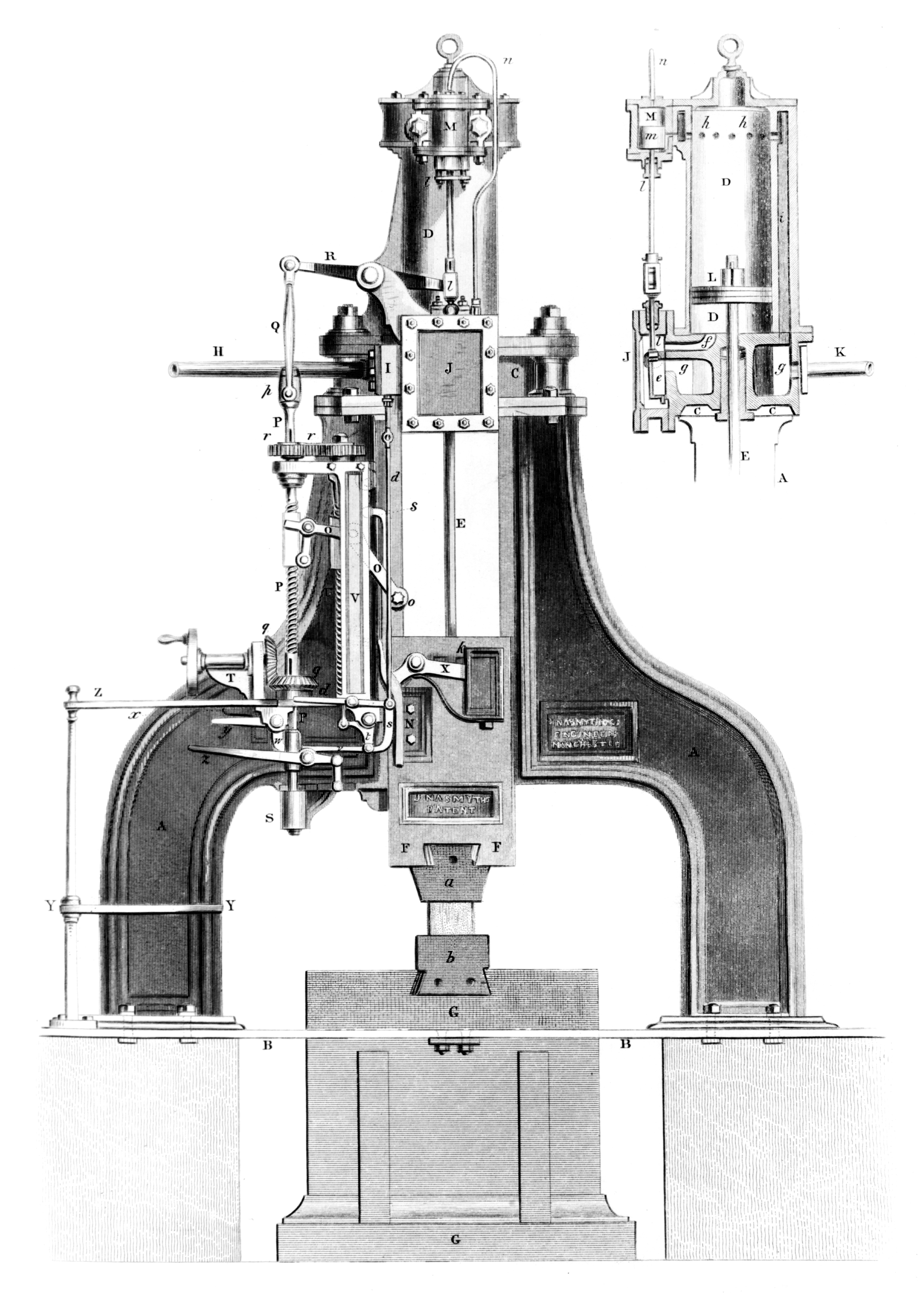
Martillo de vapor de James Nasmyth. Ilustración de la patente, incluida en la Tomlinson Cyclopaedia of Useful Arts (1854)

El uso del martillo de vapor permitía reducir en más de un 50% los costes de los productos de forja, mejorando al mismo tiempo su calidad.
Los primeros martillos eran de caída libre, pero fueron posteriormente modificados al tipo de caída asistida. Hasta entonces, las grandes piezas de forja, como las anclas de los barcos, tenían que fabricarse a base de piezas pequeñas forjadas por separado, unidas finalmente. Una característica clave de la máquina era que el operador podía controlar la fuerza de cada golpe. Nasmyth disfrutaba demostrando como su gigantesco martillo era capaz de romper un huevo colocado sobre un vaso de cristal sin romper el vaso, dando a continuación un golpe de martillo a plena potencia que hacía temblar el edificio. Sus ventajas eran tan obvias, que en muy poco tiempo estos martillos de vapor se instalaron por todo el país en la mayoría de los grandes talleres.
Un martillo original de Nasmyth se ha situado frente a los edificios de la Fundición de Nasmyth en Patricroft (posteriormente convertidos en un 'parque empresarial'). Un ejemplar más grande de martillo de vapor Nasmyth & Wilson está instalado en el campus de la Universidad de Bolton.
Nasmyth posteriormente aplicó el principio de su martillo de vapor a una máquina para hincar pilotes que inventó en 1843. Su primera máquina operativa utilizaba un martillo de cuatro toneladas y era capaz de realizar ochenta golpes por minuto. Su eficacia se demostró en Devonport el 3 de julio de 1845, mediante un concurso contra un equipo que utilizaba el método convencional para hincar pilotes. La máquina introdujo en el terreno una pila de 21 metros de longitud y 116 cm² de sección en cuatro minutos y medio, mientras que el método convencional requirió doce horas. El uso de esta máquina se generalizó en construcciones a gran escala por todo el mundo durante los años siguientes, como el Puente Alto en Newcastle upon Tyne y la primera presa del Nilo en Asuán, Egipto (conocida como la presa baja de Asuán).
Hacia 1856 se había producido un total de 490 martillos de vapor, vendidos por toda Europa, Rusia, India e incluso Australia, reportando el 40% de los ingresos de la compañía de James Nasmyth.

### Otras invenciones

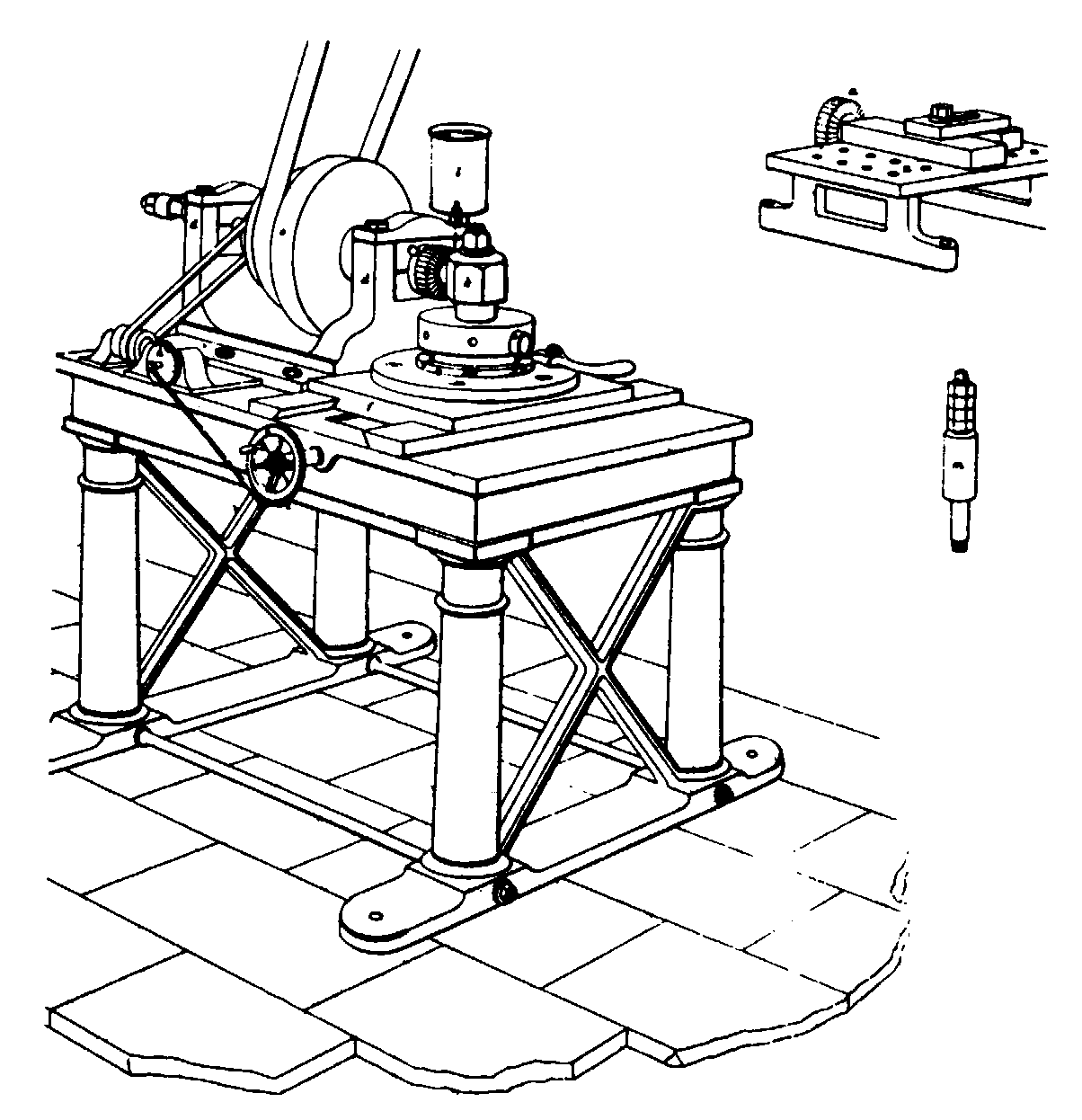
La fresadora construida por James Nasmyth entre 1829 y 1831, con un accesorio graduado.

Aparte del martillo de vapor, Nasmyth creó muchas otras máquinas herramienta importantes, incluyendo la limadora, una adaptación de la máquina aplanadora, utilizada habitualmente en la fabricación de utillaje a medida. Otra innovación era una prensa hidráulica que utilizaba la presión del agua para regular la fuerza de unión entre las piezas. Todas estas máquinas se hicieron habituales en las fábricas, siguiendo en uso con sucesivas mejoras hasta la actualidad.
Nasmyth fue también uno de los primeros suministradores en ofrecer una gama estandarizada de máquinas herramienta; evitando problemas de compatibilidad entre las máquinas y su utillaje.
Entre sus invenciones (la mayoría de las cuales nunca patentó) figuran un sistema para transmitir un movimiento rotativo mediante un fuste flexible hecho de cable enrollado, una máquina para corte de surcos regulares, abrazaderas auto ajustables, y un "cucharón de tornillo" para mover metal fundido que podía ser manejado de forma segura y eficiente por dos hombres (en vez de los seis anteriormente necesarios). Nasmyth también ideó el steam ram ("carnero de vapor"), un barco de guerra semisumergido diseñado para hundir naves enemigas embistiéndolas mediante una quilla dotada de una carga explosiva, que nunca fue fabricado.
A pesar de que las fresadoras ya no eran novedosas hacia 1830, un modelo construido por Nasmyth por entonces, era capaz de fresar con facilidad piezas hexagonales.
También trabajó en el proyecto de un convertidor de hierro en acero no muy distinto al que finalmente fue patentado por Henry Bessemer. Reticente a patentar sus inventos, Nasmyth abandonó el proyecto después de conocer las ideas de Bessemer en 1856. El propio Bessemer, aun así, reconoció los esfuerzos de Nasmyth ofreciéndole un tercio de participación en su patente del proceso Bessemer. Nasmyth lo rechazó cuando decidió retirarse.

### Últimos años

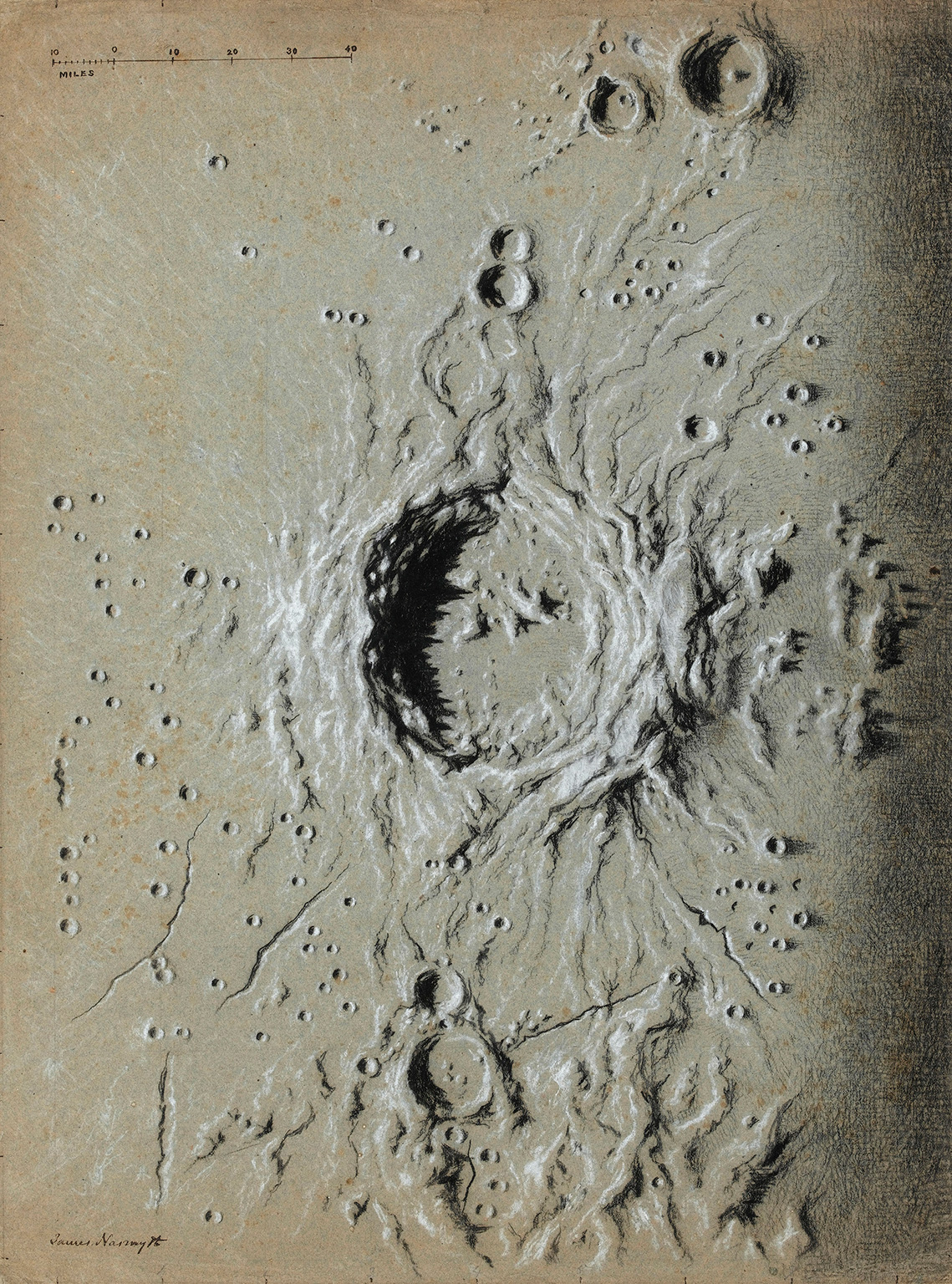
Dibujo de un cráter en la superficie de la luna por Nasmyth

Nasmyth se retiró de la actividad empresarial en 1856, cuando contaba con 48 años de edad, haciendo saber que "Ahora tengo bastante de los bienes de este mundo: dejemos que los hombres más jóvenes tengan su oportunidad". Se afincó cerca de Penshurst, Kent, donde rebautizó "Hammerfield" a la casa que eligió para su jubilación, dedicándose a varias aficiones que incluyeron la astronomía. Construyó su propio telescopio reflector de 20 pulgadas, inventando en el proceso el denominado telescopio Nasmyth. Con este telescopio realizó detalladas observaciones de la Luna. Escribió con James Carpenter (1840–1899) el libro titulado "The Moon : Considered as a Planet, a World, and a Satellite" (La Luna: Considerada como un Planeta, un Mundo, y un Satélite). Este libro contiene una interesante serie de "fotografías" lunares: dado que la fotografía todavía no había avanzado lo suficiente como para tomar imágenes reales directamente de la Luna, Nasmyth construyó modelos de yeso basados en sus observaciones visuales y después los fotografió. Un cráter de la Luna conmemora su nombre.
Estuvo felizmente casado durante 50 años, hasta su muerte. Su viuda, Ann Elizabeth Nasmyth, murió en Scarborough el 11 de octubre de 1893. No consta que tuvieran hijos.
Están enterrados en la sección norte del Cementerio Dean en Edimburgo oeste. Su monumento funerario incluye un bajorrelieve con la imagen de su martillo de vapor. La madre de James, Barbara Foulis (1765-1848) está enterrada con ellos. El monumento también contiene una placa en memoria de su hermano Patrick Nasmyth (1787-1831)

## Reconocimientos
- En memoria de su destacada contribución a la disciplina de la ingeniería mecánica, el edificio del Departamento de Ingeniería Mecánica en la Universidad Heriot-Watt, en Edimburgo (su localidad natal), se denomina James Nasmyth.
- El cráter lunar Nasmyth lleva este nombre en su memoria.[10]

## Referencias

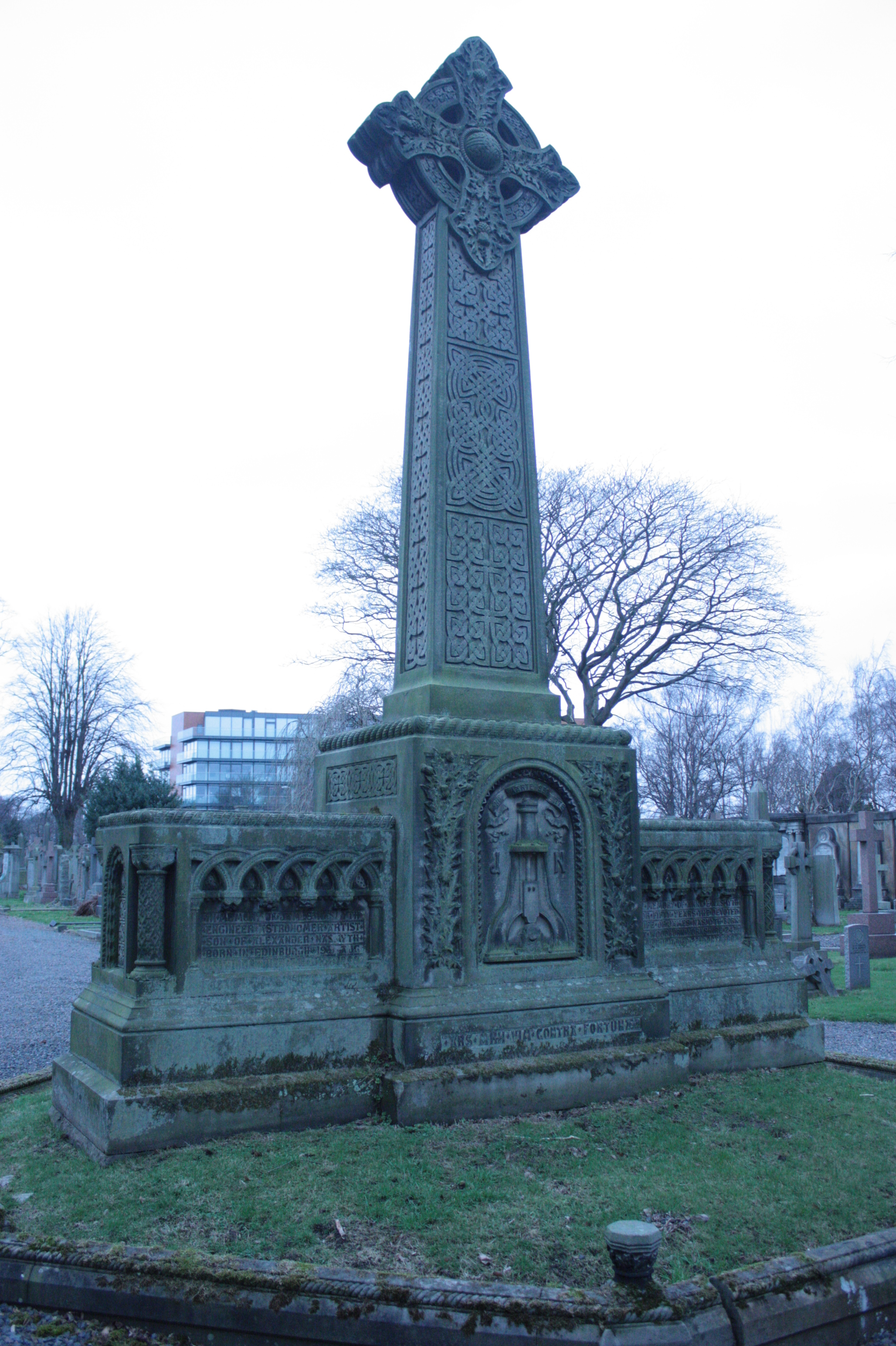
La tumba de James Nasmyth y familia, Cementerio Dean de Edimburgo